# Billingsfors IK
Billingsfors IK ist ein schwedischer Fußballverein aus Billingsfors. Der Verein ist vor allem dafür bekannt, dass er in der ewigen Tabelle der Allsvenskan den letzten Platz belegt. Als einzige Erstligamannschaft in der Geschichte der Liga ist der Klub ohne Sieg. Derzeit ruht der Spielbetrieb im Erwachsenenbereich, der Klub ist nur im Kinder- und Jugendbereich tätig.

## Geschichte
Billingsfors IK wurde am 26. Mai 1906 gegründet. 1928 stieg die Mannschaft erstmals in die dritte Liga auf, musste aber den direkten Wiederabstieg hinnehmen. 1931 gelang die Rückkehr und als unangefochtener Meister wurde sogar der Durchmarsch in die zweite Liga perfekt gemacht. Auch hier wusste die Mannschaft zu überzeugen und belegte am Ende der ersten Zweitligasaison den dritten Platz in der Staffel Västra. In den folgenden Jahren konnte sich der Klub in der zweiten Liga etablieren. 1936 wurde die Mannschaft Staffelsieger, scheiterte in den Aufstiegsspielen zur Allsvenskan in einem dritten Entscheidungsspiel jedoch an Malmö FF. In den folgenden Jahren ging es schleichend bergab und Billingfors IK fand sich im Abstiegskampf wieder. 1940 belegte man mit zwei Punkten Vorsprung auf Jonsereds IF den letzten Nichtabstiegsplatz.
1943 gelang Billingfors IK wieder ein vierter Tabellenrang, ein Jahr später wurde der Klub wieder Staffelsieger. Allerdings scheiterte die Mannschaft erneut in den Aufstiegsspielen. Dieses Mal setzte sich Landskrona BoIS mit 2:5- und 0:1-Siegen durch. 1946 konnte man den Staffelsieg wiederholen und sich am Erstligaabsteiger Landskrona für die Niederlage zwei Jahre zuvor rächen. In einem notwendigen Entscheidungsspiel setzte sich der Klub aus Billingfors durch und stieg in die Allsvenskan auf.

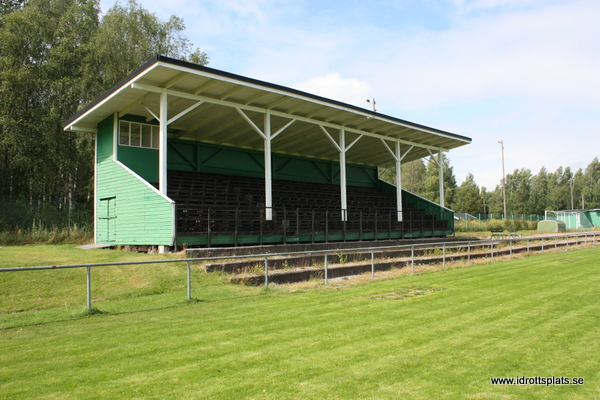
Tribüne des Stadions des Billingsfors IK

Die Erstligasaison wurde jedoch zu einem Debakel für Billingfors IK. Während der gesamten Spielzeit blieb die Mannschaft ohne Sieg, lediglich drei Unentschieden konnten im Saisonverlauf erkämpft werden. Dies bedeutete mit drei Punkten den schlechtesten Auftritt einer Mannschaft in der schwedischen Eliteserie. Auch in der zweiten Liga fand sich Billingfors IK direkt im Abstiegskampf wieder. Mit zwei Punkten Vorsprung auf Husqvarna IF wurde jedoch die Klasse gehalten. 1949 belegte die Mannschaft dann nur noch den letzten Tabellenrang und wurde im folgenden Jahr sogar in die Viertklassigkeit durchgereicht.
1953 schaffte Billingfors IK die Rückkehr in die dritte Liga und schrammte als Vizemeister hinter Karlstads BIK nur knapp am Durchmarsch in die zweite Liga vorbei. Die Mannschaft setzte sich im vorderen Teil der Tabelle fest, der Aufstieg in die Division 2 glückte jedoch erst am Ende der Spielzeit 1959. Der Klub fand sich im Abstiegskampf wieder und musste 1962 die Liga wieder nach unten verlassen. In den folgenden Jahren legte sich die Mannschaft das Image einer Fahrstuhlmannschaft zu. Dem direkten Wiederaufstieg folgte der Abstieg in die vierte Liga innerhalb von zwei Jahren. 1968 ging es dann sogar in die fünfte Liga, der Mannschaft gelang jedoch der sofortige Wiederaufstieg. Bis 1975 konnte Billingfors IK in der vierten Liga die Klasse halten, belegte dann jedoch nur den elften Platz und musste wieder in die fünfte Liga absteigen. Kurzzeitig gelang 1977 noch einmal die Rückkehr in die vierte Liga, in der Folge verabschiedete sich der Klub jedoch vom höherklassigen schwedischen Fußball.
Die Spielzeit 2007 endete für Billingfors IK im Debakel, ohne Punktgewinn und mit 8:128 Toren wurde die Mannschaft Tabellenletzter der Division 5 Dalsland und stieg in die Achtklassigkeit ab.
Am 19. April 2012 wurde zehn Tage vor Beginn der Serie in der Division 6 Dalsland bekannt gegeben, dass sich das Team wegen Spielermangels aus der Serie zurückzieht. In der Saison 2014 war die Mannschaft wieder im Serieneinsatz in einer Kombinationsmannschaft mit Ärtemarks IF. Nach der Saison 2020, in der das Team den sechsten Platz in der Division 6 Dalsland belegte, kündigte Ärtemarks IF an, die Zusammenarbeit beenden zu wollen, um in eigene Teams zu investieren.

## Gegenwart
Vor der Saison 2021 war der Verein völlig mannschaftslos, nahm dann aber die Jugendaktivitäten mit einem Training für Kinder im Alter von 6 bis 12 Jahren wieder auf, was viele nach Lövåsvallen zog. In der Saison 2022 registrierte der Verein einen P10 im Ligaspiel, was das erste Mal war, dass der Verein eine Jugendmannschaft hatte, die älter als 10 Jahre war. Ab 2021 betreibt der Verein zudem jeden Sommer eine Fußballschule.

## Bekannte Spieler
- Ingvar Rydell